# Sergej Tkatjov
Sergej Tkatjov (russisk: Сергей Никола́евич Ткачёв) (født 2. april 1965 i Gukovo i Sovjetunionen) er en russisk filminstruktør.

## Filmografi
- Masja (Маша, 2004)[1][2]